# دیل تونگ
دیل تونگ (انگلیسی: Dale Tonge؛ زادهٔ ۷ مهٔ ۱۹۸۵) بازیکن فوتبال اهل بریتانیا است.
از باشگاه‌هایی که در آن بازی کرده‌است می‌توان به باشگاه فوتبال بارنزلی، باشگاه فوتبال تورکی یونایتد، باشگاه فوتبال گیلینگام، باشگاه فوتبال روترهام یونایتد، باشگاه فوتبال چستر، باشگاه فوتبال یونایتد آف منچستر، و باشگاه فوتبال استوک‌پورت کانتی اشاره کرد.